# John M. Jackson
John Murice Jackson (Baton Rouge, 1º giugno 1950) è un attore statunitense.

## Biografia
Jackson è nato in Louisiana ma è cresciuto ad Austin in Texas. Durante il liceo ha giocato a football ed è stato un walk-on player per la Longhorns dell'Università del Texas prima che un infortunio interrompesse definitivamente la sua carriera. Dopo il college, è tornato ad Austin per insegnare scienze sociali alla Lyndon B. Johnson High School.
Jackson ha avuto un ruolo nel film Codice d'onore recitando nella parte del Capt. West, e in Delitti inquietanti.
Deve tuttavia la sua grande popolarità al ruolo dell'Ammiraglio della Marina degli Stati Uniti Abelardo Jethro 'A.J.' Chegwidden nel telefilm JAG - Avvocati in divisa, fino al 2004.
In seguito ha preso parte al telefilm Bones interpretando il ruolo del Vice Direttore dell'FBI Sam Cullen durante la prima stagione. Ha inoltre recitato nell'episodio finale di Jericho nella parte dell'ambasciatore del "Independent Republic of Texas". Successivamente ha interpretato il ruolo di Gus, un pilota di C-130, nella serie della NBC Knight Rider.
Ha ripreso il ruolo dell'ammiraglio Abelardo Jethro 'A.J.' Chegwidden,  ora un avvocato civile, nell'ultimo episodio della decima stagione di NCIS e nel 15º e 21º episodio dell'ottava stagione di NCIS: Los Angeles.

## Vita privata
Jackson è sposato con Jana Gale Hawkins e con lei ha avuto due figli: Conor, che gioca nella Arizona Diamondbacks e Katherine.

## Filmografia parziale

### Cinema
- Back Roads, regia di Martin Ritt (1981)
- Local Hero, regia di Bill Forsyth (1983)
- The Hitcher - La lunga strada della paura (The Hitcher), regia di Robert Harmon (1986)
- Sid & Nancy, regia di Alex Cox (1986)
- Priorità assoluta (Eve of Destruction), regia di Duncan Gibbins (1991)
- Tutto può accadere (Career Opportunities), regia di Bryan Gordon (1991)
- Codice d'onore (A Few Good Men), regia di Rob Reiner (1992)
- Un mondo perfetto (A Perfect World), regia di Clint Eastwood (1993)
- Roswell, regia di Jeremy Kagan (1994)
- Delitti inquietanti (The Glimmer Man), regia di John Gray (1996)
- Gifted - Il dono del talento (Gifted), regia di Marc Webb (2017)

### Televisione
- La straniera (Cold Sassy Tree), regia di Joan Tewkesbury – film TV (1989)
- Il destino nella culla (Switched at Birth), regia di Waris Hussein – film TV (1990)
- Volo 232 - Atterraggio di emergenza (Crash Landing: The Rescue of Flight 232) - film TV (1992)
- JAG - Avvocati in divisa (JAG) – serie TV, 188 episodi (1996-2004)
- Ghost Whisperer - Presenze (Ghost Whisperer) – serie TV, un episodio (2005)
- Bones – serie TV, 6 episodi (2005-2006)
- Grey's Anatomy – serie TV, episodio 4x14 (2008)
- CSI - Scena del crimine (CSI: Crime Scene Investigations) – serie TV, episodio 10x12 (2010)
- Castle – serie TV, episodio 4x01 (2011)
- Perception – serie TV, episodio 1x06 (2012)
- Private Practice - serie TV, episodio 5x21 (2012)
- NCIS - Unità anticrimine (NCIS) – serie TV, episodio 10x24 (2013)
- Criminal Minds - serie TV, episodio 9x03 (2013)
- Rizzoli & Isles – serie TV, episodio 5x09 (2014)
- NCIS: Los Angeles – serie TV, 6 episodi (2017-2018)

## Doppiatori italiani
Nelle versioni in italiano delle opere in cui ha recitato, John M. Jackson è stato doppiato da:
- Oliviero Dinelli in JAG - Avvocati in divisa, Ghost Whisperer - Presenze, Bones, NCIS - Unità anticrimine, NCIS: Los Angeles
- Angelo Nicotra in Volo 232 - Atterraggio di emergenza, Criminal Minds
- Eugenio Marinelli in Grey's Anatomy, Private Practice
- Stefano De Sando in CSI - Scena del crimine, Perception
- Maurizio Fardo in Trappola per i genitori - Vacanze hawaiane
- Lucio Saccone ne Il destino nella culla
- Carlo Valli in Tutto può accadere
- Sandro Iovino in Delitti inquietanti
- Stefano Santerini in Castle
- Franco Zucca in Gifted - Il dono del talento